# ماریا اروسکا
ماریا اروسکا (روسی: Мария Орская؛ ۱۶ مارس ۱۸۹۳ – ۱۶ مهٔ ۱۹۳۰) بازیگر تئاتر و بازیگر سینما زاده اوکراین اهل آلمان بود.